# Brevis

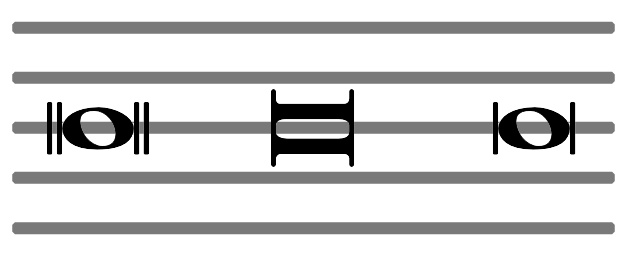
De brevis in drie notaties. De middelste notatie stamt uit het middeleeuwse muziekschrift, maar wordt nog steeds gebruikt.

Een brevis is een notenwaarde uit het middeleeuwse muziekschrift. Incidenteel komt ze ook in het moderne muziekschrift voor, bij zeer lang aan te houden tonen.
De brevis ontstond, samen met de longa, toen men in het Gregoriaanse notenschrift de verschillen in lengte tot uitdrukking wilde brengen. Een longa was relatief lang, een brevis relatief kort. Later werd bepaald dat een longa in principe drie keer zo lang werd als een brevis.
Toen men ingewikkelder composities wilde gaan maken en opschrijven - tweestemminge, driestemmige en vierstemmige gezangen - bestond de behoefte aan meer notenwaarden, zodat de voorraad werd uitgebreid met de duplex longa (veelal een noot op rustpunt, twee keer zo lang als een longa), en de semibrevis, in principe een derde van een brevis. Met de invoering van het tempus imperfectum ten tijde van de Ars Nova kon een brevis ook de helft van een longa duren, en de semibrevis kon een halve brevis zijn.
In de eeuwen daarna werden de notenwaarden steeds langzamer geïnterpreteerd, zodat de brevis van een korte in een lange notenwaarde veranderde. Uiteindelijk werd de semibrevis de hele noot van het huidige westerse muziekschrift.
Bij langzame maatsoorten treft men de brevis nog wel aan; dit is met name het geval bij koormuziek. De meest voorkomende maatsoort waar een brevis in kan voorkomen is 4/2; ook de 2/1 maat komt voor. De noot  wordt gewoonlijk weergegeven als een hele noot met links en rechts een streepje. Het corresponderende rustteken is een zwart blokje tussen de tweede en de derde lijn van de notenbalk.